# Robert Nozick
Robert Nozick (n. 16 noiembrie 1938, New York City, New York, SUA – d. 23 ianuarie 2002, Cambridge, Massachusetts, SUA) a fost un proeminent filosof american, în special în perioada anilor 1970 și 1980. A scris în urmatoarele domenii filosofice: filosofie politică, etică, filosofia științei, metafizică, epistemologie. Principala lui operă rămâne Anarhie, stat și Utopie apărută în 1974 ce a constituit un răspuns libertarian la cartea lui John Rawls A Theory of Justice apărută în 1971.

## Biografie
Robert Nozick s-a născut pe 16 noiembrie în 1938 în Brooklyn, New York. Și-a început educația la școala publică din Brooklyn, și luând contact cu Republica lui Platon se hotărăște să studieze filosofia. În 1959 obține diploma A.B. la Columbia College, iar în 1961 și în 1963, obține diplomele de M.A. și, respectiv, Ph.D. la Universitatea din Princeton. La vârsta de 30 de ani, în 1969, devine profesor la Harvard. Primește multe premii, distincții și devine membru al multor asociații și comitete din comunitatea filosofică. În 1982, a fost consilier cultural pentru delegația Statele Unite la Conferința UNESCO: Politici culturale globale, ținută în Mexico City. A realizat programe de televiziune pentru teleziunea publică, în care a fost atât moderator cât și invitat. A avut doi copii, Emily Sarah Nozick născută în 1966 și David Joshua Nozick născut în 1968, și s-a căsătorit cu Gjertrud Schnackenberg. Robert Nozick moare pe 23 ianuarie 2002, având cancer la stomac.

## Interviu cu Robert Nozick de Albert Zlabinger
În acest interviu Nozick discută despre socialism, libertarianism, sport și natura invidiei. Deși s-a creat o percepție generală asupra lui Nozick ca fiind un ideolog al liberalismului radical, traseul lui intelectual începe de pe o poziție ideatică de natură socialistă. Cele mai multe discuții din acest interviu sunt purtate, tocmai, despre decizia lui Nozick de a îmbrățișa viziunea libertariană, renunțând la ideile socialiste. Când ajunge la Universitatea din Princeton intrâ în contact cu un student libertarian care îi împrumuta scrierile lui Friedrich Hayek, Constituția Libertății și Individualism și Ordinea Economică. Deși inițial Nozick vrea să respingă argumentele libertariene, el este convins până la urmă de concepția libertariană. Din punctul de vedere al lui Nozick schimbarea nu a fost atât de mare, nemai vorbind de convertire, cum au afirmat unii. Și atunci când era socialist, Nozick adopta o teorie a îndreptățirii, dar schimbarea a constat, tocmai, în faptul că a găsit cadrul corect de teorie a îndreptățirii, i.e. liberal. Nozick discută în continuare modul în care evaluează el filosofii. Pentru el ceea ce contează este cât de buni sunt filosofii în a construi argumente filosofice, și nu trebuie judecați după faptul dacă dețin sau nu adevărul. Nozick mai evidențiază faptul că în contextul filosofic contemporan studiul economiei, teoriei jocurilor, teoriei utilității, teoriei deciziei, se constituie ca elemente necesare pentru a lucra în domeniul filosofiei politice și sociale.

## Interviu cu Robert Nozick de Julian Sanchez
În acest interviu Nozick discută despre etică, filosofie și știință, Karl Popper și metoda științifică, Ayn Rand și epistemologie, conștiință, relativism și viață academică. O idee filosofică importantă pe care Nozick o avansează în Invariances este cea de nivele ale eticii. Accentuând relația dintre coordonarea comportamentului și cooperarea pentru beneficiul mutual, Nozick susține că nivelul fundamental al eticii este cel al cooperării voluntare pentru beneficii mutuale. Pornind de aici, libertarianismul se interesează de acest nivel fundamental al eticii. Conform lui Nozick nivelul cooperării voluntare pentru beneficii mutuale  permite ca fiecare individ să trăiască modul de viață ales și de aceea este fundamental. Problema apare atunci când nu există un consens cu privire la importanța primară a acestui nivel. Totuși, concepția lui Nozick în această problemă arată că el încă se situează în cadrul general al libertarianismului. După ce Nozick a afirmat în The Examined Life că imaginea pe care a avansat-o în Anarhie, Stat și Utopie este inadecvată, s-a speculat că Nozick a renunțat la concepția libertariană. Nozick afirmă că tot ceea ce spunea în The Examined Life este că nu se mai consideră un libertarian radical.

## Opera
Invariances: The Structure of the Objective World (2001/2003); În această carte, Nozick abordează problema adevărului și a obiectivității dintr-un punct de vedere evoluționist.
Socratic Puzzles (1997); Această carte este o colecție de eseuri, articole, recenzii și proză scurtă științifico-fantastică.
The Nature of Rationality (1993/1995); În această carte, Nozick cercetează care sunt funcțiile principiilor de care ne servim în viața cotidiană și se întreabă de ce nu acționăm exclusiv din interes.
The Examined Life (1989); În această carte, Nozick dezvoltă, în continuare, concepția sa despre pluralismul filosofic, explorând relația dintre individ și realitate, precum și teme filosofice accesibile publicului larg, cum ar fi: sensul vieții, iubirea, moartea, credința.
Philosophical Explanations (1981); În această carte, Nozick abordează urmatoarele probleme filosofice clasice: voința liberă, determinismul, natura experienței subiective și întrebarea fundamentală, cum o numea Heidegger, “de ce există ceva, mai degrabă decât nimic?”. În abordarea acestor probleme Nozick respinge ideea de dovadă filosofică propunând, în schimb, noțiunea de pluralism filosofic.
Anarchy, State, and Utopia (1974/2001); În această carte, Nozick argumentează că drepturile individuale sunt fundamentale și că singurul stat justificabil din punct de vedere moral este statul minimal, care are scopul de a proteja indivizii împotriva violenței și de a veghea asupra respectării contractelor dintre indivizi. Statul minimal apare cu ajutorul unui proces pe care Nozick îl numește mână invizibilă. Anarhie, Stat și Utopie este o critică la cartea lui John Rawls, O teorie a dreptății, deoarece prezintă o teorie a dreptății ca îndreptățire, pe când Rawls în cartea sa sustine o teorie a dreptății ca dreptate redistributivă.

## Impact
Nozick mărturiseste că pentru el, Anarhie, Stat și Utopie, Philosophical Explanations și Invariances sunt cărtile cele mai incitante din punct de vedere intelectual. Totuși, influența cea mai puternică a manifestat-o Anarhie, Stat și Utopie, fiind cartea care l-a propulsat pe Nozick ca filosof pe scena internațională. Cu ajutorul acestei cărți Nozick a reușit să impună în filosofia politică o viziune alternativă la concepția lui Rawls despre dreptate, ceea ce dovedește impicit valoarea și impactul cărții în comunitatea academică.

## Realizări filosofice

### Teorie politică

#### Dreptatea ca îndreptățire
Nozick este interesat în susținerea a ceea ce el numește o teorie istorică a dreptății ca indreptățire, tip de teorii în care dreptatea sau nedreptatea distribuirii de resurse este stabilită nu in funcție de modele structurale ale stării finale, ci in funcție de procedurile prin care s-a ajuns la aceea distribuire. Din multitudinea de posibilități prin care indivizii pot ajunge in posesia resurselor, teoria propusă de Nozick le va alege pe cele considerate ca fiind „drepte”, oferind si o definitie inductiva a „indreptatirii” cu referire la proprietate, ea avand la baza trei principii: „1. Un individ care dobândește o proprietate conform principiului dreptății in achiziție este indreptățit la acea proprietate. 2. Un individ care dobândește o proprietate conform principiului dreptății in transfer, de la altcineva indreptățit la acea proprietate, este indreptățit la acea proprietate. 3. Nimeni nu este indreptățit la o proprietate decât prin aplicări (repetate) ale 1 si 2.”
În viziunea lui Nozick, avem astfel o condiție suficientă pentru dreptatea unei distribuții de bunuri și posesiuni, asupra cărora fiecare este indreptățit să le dețină. 
În teoriile istorice ale dreptății rolul central este ocupat de principiul dreptății în achiziție, căci principiul dreptății în transfer nu poate funcționa până când nu s-a stabilit că indivizii sunt îndreptății la ceea ce urmăresc să transfere: principiul dreptății în transfer operează cu materialul oferit in prima instanță de principiul dreptății in transfer. Principiul dreptății in achiziție răspunde problemei „apropierii lucrurilor pe care nu le avem, aceasta include modalitatea în care lucruri pe care nu le posedăm pot intra in posesia noastră, procesul sau procesele prin care lucruri pe care nu le posedăm pot intra in posesia noastră, lucruri care pot ajunge in posesia noastra prin alte procese, măsura in care ceva ajunge să intre in posesia noastră grație unui anumit proces ș.a.m.d.” Însă așa cum unii autori au observat, „Nozick nu ne spune care anume este principiul dreptății in achiziție pe carre îl preferă; anume el nu se embarcă în sarcina de a specifica care proceduri pentru achiziționarea controlului asupra resurselor din starea naturală sunt drepte și care sunt nedrepte.”Acest principiu ar trebui să specifice ce acțiuni, din mulțimea de posibilități, sunt considerate ca oferind drepturi exclusive acelei persoane și datorii sau obligații pentru ceilalți.
Principiul dreptății în transfer are rolul de a conserva dreptul moral conferit de achiziția inițială atunci când o posesiune trece in proprietatea altuia, îndreptățirea morală este preservată. Ca proceduri de transfer pe care Nozick se pare că le preferă sunt schimburile voluntare efectuate in cadrul pieții.
Argumentul moral al lui Nozick pentru această teorie are la bază proprietatea asupra propriei persoane, care proprietate, susține el, este implicată de Formula Umanității a Imperativului Categoric: „Constrângerile colaterale asupra acțiunii reflectă principiul kantian fundamental că indivizii sunt scopuri și nu numai mijloace; ei nu pot fi sacrificați sau folosiți pentru înfăptuirea altor scopuri fără consimtământul lor. Indivizii sunt inviolabili.”Conform acestui argument, impozitarea progresivă va fi vazută de către autorul american ca fiind același lucru cu munca forțată.

### Teoria cunoașterii

#### Condițiile cunoașterii
În Philosophical Explanations (1981), Robert Nozick formulează o teorie externalistă asupra cunoasterii adăugând definirilor clasice noi condiții menite să legitimieze o opinie adevărată drept cunoaștere prin apel la fapte externe  proceselor cognitive conștiente ale subiectului cunoscător. 
Conform abordărilor internaliste clasice ale problemei cunoașterii, o persoană S știe că p dacă și numai dacă: este adevărat că p, S are convingerea că p, iar convingerea lui S că p este justificată. Această modalitate de întemeiere a cunoașterii a întâmpinat însă numeroase obiecții sceptice: se poate concepe faptul că subiectul cunoscător este victimă a unui spirit malefic de felul demonului cartezian care îl induce în eroare, că nu e mai mult decât un simplu experiment - un creier într-un recipient supus unor impulsuri fizice și chimice care îi creează iluzia lumii externe, sau că opinia sa este în mod accidental adevărată, etc.
Nozick înlocuiește ultima condiție a cunoașterii din abordările clasice prin alte două condiții a căror miză este legitimarea externă a convingerilor subiectului epistemic - o persoană S știe  că p dacă și numai dacă sunt îndeplinite următoarele condiții:
(1) p este  adevărat;
	(2) S crede că p;
	(3) Dacă p ar fi fals, atunci S nu ar crede că p;
	(4) Dacă p ar fi adevărat, atunci S ar crede că p și nu ar crede că non-p.
Dacă toate aceste condiții sunt îndeplinite, atunci S știe că propoziția p este adevărată în virtutea relației sale epistemice cu faptele lumii externe – convingerea lui S că p “urmează adevărul” (“tracks the truth”) faptelor externe. Relația subiectului epistemic cu lumea externă, funcționează ca un mecanism de producere a unor convingeri adevărate care pot constitui cunoaștere și nu este necesar ca S să fie conștient de funcționarea acestui mecanism.
A treia condiție a cunoașterii îi permite lui Nozick să răspundă obiecțiilor sceptice. Răspunsul său se bazează pe negarea unui principiu epistemologic  potrivit căruia dacă S știe că p și că p implică q, atunci S știe că q. Subiectul cunoscător poate avea cunoaștere a faptelor externe chiar dacă posibilitatea ca el să fie un simplu experiment sau victimă a unui spirit malefic nu poate fi definitiv respinsă: S poate ști că afară plouă, chiar dacă nu are cunoașterea faptului că nu este subiectul unui experiment sau victima demonului.